# Heleobops docimus
Heleobops docimus är en snäckart som beskrevs av F. G. Thompson 1968. Heleobops docimus ingår i släktet Heleobops och familjen tusensnäckor. Inga underarter finns listade i Catalogue of Life.